# Combichrist
Combichrist — американский аггротек/индастриал-метал проект, созданный норвежским музыкантом Энди ЛаПлагуа, фронтменом Icon Of Coil, в 2003 году.

## История
В 2003 году Энди записал несколько пауэр-нойз треков. Данному проекту было дано название Drive. Перед выходом дебютного альбома The Joy Of Gunz на лейбле Out Of Line, оно было изменено на Combichrist. Слово было взято из фан-хардкор журнала, выпускаемого Энди совместно с JR Ewing, гитаристом группы Håkon Mella, в конце 90-х. Вскоре Ла Плегуа переехал в США, где сейчас находится главная резиденция Combichrist и других его проектов, таких как Scandy, Panzer AG и Scandinavian Cock.
На Хеллоуин 2003 года, ограниченным тиражом, было выпущено EP Kiss The Blade, сразу же раскупленное.
В 2004 году EP Sex, Drogen Und Industrial продержался на первом месте 7 недель подряд в Немецких Альтернативных Чартах (DAC Charts). В 2005 году вышел альбом Everybody Hates You. В это время группа активно начала употреблять термин TBM (Techno Body Music), чтобы охарактеризовать своё звучание. Группа даже выпустила трек «This is TBM» на сборнике Techno Body Music Vol. 1 лейбла Out of Line.
EP Get Your Body Beat (2006) снова поставил Combichrist в топы чартов многих стран. В марте 2007 года вышел следующий альбом What The Fuck Is Wrong With You People?, который побил все рекорды продаж как лейбла Out of Line, так и Metropolis Records. Combichrist выпустили последний альбом Today We Are All Demons 20 января 2009 года. В группе появился также новый барабанщик Тревор Фридрих до этого выступавший в туре с Eighteen Visions и Imperative Reaction. 7 мая 2009 года Combichrist выпустили новый EP Heat EP: All Pain Is Beat.
В ноябре 2009 года начался тур Rammstein в поддержку альбома Liebe ist für alle da, Combichrist объявлены официальной разогревающей группой.
В 2010 году вышли EP Scarred и EP Never Surrender, сборник Noise Collection Vol. 1, а также пятый альбом: Making Monsters.
В 2009 - 2011 годах играли на разогреве у Rammstein в туре Liebe ist für alle da.
В 2011 году одновременно с выходом EP Throat Full of Glass вышел одноимённый клип.
Композиции группы также вошли в саундтрек мультиплатформенного слэшера DmC: Devil May Cry, вышедшего в январе 2013 года на Playstation 3, Xbox 360 и PC. Это привело к резко возросшей популярности группы - до этого она была менее известна мировой общественности.
Сам альбом получил название No Redemption. В нём звучание группы сильно изменилось, проявились сильные доли металла и хардкора.
В создании треков участвовали такие музыканты, как Abbey Nex (Psyclon Nine) и Ruslan Zhelegotov, ударник Норвежской дарк-эмбиент группы Mortiis.
В 2014 году вышел седьмой студийный альбом We Love You, а также снят клип на сингл с этого альбома «Maggots at the party».

## Дискография Combichrist

### Альбомы
- 2003: The Joy Of Gunz (Out of Line)
- 2005: Everybody Hates You (Out of Line /Metropolis Records)
- 2007: What The Fuck Is Wrong With You People? (Out of Line /Metropolis Records)
- 2009: Today We Are Demons (Out of Line /Metropolis Records)
- 2010: Making Monsters (Out of Line /Metropolis Records)
- 2013: No Redemption (Out of Line / Metropolis Records)
- 2014: We Love You (Out of Line / Metropolis Records)
- 2016: This Is Where Death Begins (Out of Line / Metropolis Records)
- 2019: One FIre (Out Of Line)
- 2024: CMBCRST (Out Of Line)

### Сборники
- 2010: Noise Collection Vol. 1 (Out of Line /Metropolis Records)

### EP
- 2003: Kiss The Blade (Out of Line)
- 2004: Blut Royale (Bractune Records)
- 2004: Sex, Drogen Und Industrial (Out of Line)
- 2006: Get Your Body Beat (Out of Line / Metropolis Records)
- 2008: Frost EP: Sent To Destroy (Out of Line / Metropolis Records)
- 2009: Heat EP: All Pain Is Beat (Out of Line /Metropolis Records)
- 2010: Scarred (Out of Line /Metropolis Records)
- 2010: Never Surrender (Out of Line /Metropolis Records)
- 2011: Throat Full of Glass (Out of Line /Metropolis Records)

### Появления на сборниках
- 2003: Extreme Jenseitshymnen Vol. 4 (Трек: «Line to the Dead»)
- 2003: Dark Awakening Vol. 4 (Трек: «God Wrapped in Plastic»)
- 2003: Awake the Machines Vol. 4 (Трек: «Vater Unser»)
- 2004: Intensivstation (Трек: «Vater Unser»)
- 2004: Machineries of Joy 3 (Трек: «Lying Sack of Shit»)
- 2004: Industrial for the Masses Vol. 2 (Треки: «Strike» и «Without Emotions»)
- 2004: 15 Minutes into the Future (Эксклюзивный Трек: «Das Der Bunker»)
- 2004: Per:Version: Vol 14 (Трек: «Blut Royale»)
- 2005: Endzeit Bunkertracks: Act I (Трек: «Tractor»)
- 2005: This Is… Techno Body Music (Эксклюзивный Трек: «This is TBM»)
- 2006: Das Bunker: Fear of a Distorted Planet (Эксклюзивный Трек: «Christus Commando»)
- 2007: Machineries of Joy Volume 4 (Эксклюзивный Трэк: "Hate and Booze (featuring Helltrash)
- 2008: Industrial Attack Vol.2 (Трек: «Electrohead»)
- 2008: Awake the Machines Vol. 6 (Трек: «Prince of E-Ville (Chicago Club Mix by Accessory)»)
- 2010: Electronic Saviors: Industrial Music to Cure Cancer (Exclusive Track: «Nosepad»)

### Ремиксы, сделанные группой Combichrist
- Ad Inferna — Vertige (Combichrist Remix)
- Agonoize — Chains of Love (Destruction Remix)
- Angelspit — 100 % (110 % Fucked Mix)
- Angelspit — 100 % (99 % Rawmix)
- Assemblage 23 — Spark (Combichrist Mix)
- Celldweller — Good L_ck (Yo_'re F_cked)
- Cylab — Kundalini (Lucky 13 Mix)
- Dive vs. Diskonnekted — Do you believe it
- FGFC820 — Existence
- Front Line Assembly — Beneath The Rubble
- Hocico — Ruptura (Motherfucker 667 Remix)
- I:Scintilla — Havestar
- IAMX — You Can Be Happy
- Icon of Coil — Android
- Icon of Coil — Regret
- Icon of Coil — Shelter
- In Strict Confidence — Tiefer
- Interface — Faith in Nothing
- Julien-K — Systeme de Sexe (Combichrist Remix)
- KMFDM — Tohuvabohu (MS 20 Mix)
- KMFDM — Bait & Switch (All 4 One Mix)
- Left Spine Down — Last Daze из альбома 2009 года: Voltage 2.3: Remixed and Revisited
- Manufactura — Sex and Suicide (Leaving Scars)
- Mindless Self Indulgence — Never Wanted to Dance (Electro Hurtz Mix)
- Mindless Self Indulgence — Straight to Video
- Modulate — Skullfuck
- Sevendaysofnight — Free Your Mind (Rock the Dancefloor Mix by Combichrist)
- Snakeskin — I am the Dark (Electronoir Mix)
- SSS — Demi God
- Suicide Commando — Fuck you bitch
- Surgery — L’erba Cattiva
- Tamtrum — Abort The Pope
- The Azoic — Conflict
- Warren Suicide — Butcher Boy
- W.A.S.T.E. — Shut Up And Bleed

### Ремиксы группы Combichrist
- Kiss the Blade remixed by Soman
- Sex, Drogen, und Industrial (Addicted Remix) by SolaceRED(Download Track Only)
- Sex, Drogen, und Industrial remixed by Soman
- Sex, Drogen, und Industrial remixed by Lowtech
- Sex, Drugs & Industrial (are missing) (Cross mix) feat. E.R.R.A.
- Vater Unser remixed by Combicritters
- This is My Rifle Happy Fucking Rifle Remix (Lo-Fi Legion)
- This is My Rifle BioMechAnimal Mix by XP8
- This is My Rifle AK47 Mix by Controlled Collapse
- This is My Rifle BFG Remix by Servo.Hatred
- This is My Rifle Pussy Pounding Mix by Encoder
- This is My Rifle Spoils of War Remix by Kandelectra
- This is My Rifle UCNX Mix
- This is My Rifle Killswitch Remix
- This is My Rifle Zyst3m 3rror Re.mix by ZyVar +2
- This is My Rifle (CL-Macromix) by Caustic Light
- This is My Rifle (Gravemachine mix)
- This is My Rifle (TU-160 remix)
- This is My Rifle (5ilent Narcotic remix)
- This is My Rifle (Flesh Eating Foundation remix)
- This is My Rifle (Adipocere remix)
- This is My Rifle (Bang, you’re dead mix by Catharsis)
- This is My Rifle (B’christ mix by Afront)
- This is My Rifle (Exit-Wound mix by Fatal Rupture)
- This is My Rifle (Lasergun remix by T3CHN0PH0B1A)
- This is My Rifle (Reverie remix)
- This is My Rifle (Fuck Off RMX by Amd)
- This is My Rifle (Sthilmann remix)
- This is My Rifle (Vietcong remix by Attack)
- This is My Rifle (sOuNd_oF-cHaOs remix)
- This is My Rifle (PukesPantiesPussy remix by AntI-EstaticA)
- This is My Rifle (remix by Anthony Chapman)
- This is My Rifle (Sothis216 «Riffle Pussy» remix)
- This is My Rifle (Faderhead remix)
- Get Your Body Beat [Käpt’n K Mix by Sascha Konietzko of KMFDM]
- Get Your Body Beat [Rotten Blood Remix by Amduscia]
- Get Your Body Beat [Shooting Up Remix by Point45]
- Get Your Body Beat [Tortured Remix by Manufactura]
- Get Your Body Beat remixed by Spetsnaz
- Get Your Body Beat remixed by Sergio Mesa
- Get Your Body Beat [Beat By Beat Remix by Controlled Collapse]
- Get your Body Beat (NOS remix), feat. Amduscia
- Like thank to my buddies [Re]-Verp] ~ mix by [Syn]thetic-Null
- Combichirst vs Ashlee Simpson — Get Outta My Head (She’s a Psycho Bitch Remix by Deader
- Today We Are All Demons (Beneath the World Mix) on Underworld: Rise of Lycans OST
- Sent to Destroy [Reworked by Rotersand]
- Sent to Destroy [Northborne Remix]
- Sent to Destroy [Sacrifice Remix by Suicide Commando]
- Prince of E-Ville [Princess Mix by Babyland]
- Prince of E-Ville [Chicago Club Mix by Accessory]
- Prince of E-Ville [Caustic Remix]
- All Pain is Gone [Rapid Ascent Mix by VNV Nation]
- All Pain is Gone [Matthew Grim Deathmix]
- Can’t Change the Beat [Designer Drugs Remix]
- Can’t Change the Beat [Aesthetic Perfection Remix]
- Can’t Change the Beat [Remixed By Vaughn_e]
- Can’t Change the Beat [Assemblage 23 Remix]
- Scarred [Single Version Feat. Wes Borland]
- Scarred [Club Mix]
- Scarred [Pull Out Kings Remix]
- Scarred [Shok’s Zeitmahl Remix]
- Scarred [Imperative Reaction Remix][5]
- Never Surrender [IAMX Rework]
- Never Surrender [Remix by MELT]
- Never Surrender [Terrence Fixmer Remix]
- Throat Full of Glass [Tough Guy Mix by S.A.M.]
- Throat Full of Glass [Vocal Mix by Computer Club]
- Throat Full of Glass [Dub Mix by Computer Club]
- Throat Full of Glass [Renegade of Noise Mix by Daniel Myer]

### Видео
- Blut Royale — клип был снят Сандрой Йенсен ещё в 2005 году, однако появился только 1 июня 2007
- Get Your Body Beat — второе видео, снятое Агатой Александер, включающее отрывки фильма Генное поколение Пеарри Тео
- Electrohead (недоступная ссылка) — клип появился 10 июня 2007 года, примечательно, что Combichrist на своём сайте объявил заранее о съёмках этого клипа в клубе Das Bunker в Лос-Анджелесе, а также позже в Северной Каролине.
- Deathbed — клип появился 7 мая 2007 года и был снят самим Энди Ла Плагуа с помощью Агаты Александер.
- Fuck That Shit — этот анимационный клип полностью детище Брэндона Дункана из corporatedemon.com. Более качественное видео находится тут: https://web.archive.org/web/20081202111238/http://corporatedemon.com/12/09/2007/combichrist-fk-that-st/
- Send To Destroy — шестое видео, снятое Робином фон Сванком.
- Throat Full Of Glass (Clean Version) — Новый клип, снятый с помощью Canon 7D Чадом Михаэлем Вардом.